# Hole Rock
Der Hole Rock (von englisch hole ‚Loch, Höhle, Öffnung‘, in Argentinien Roca de la Ventana ‚Fensterfelsen‘, in Chile Roca Ventana del chileno ‚Chilenischer Fensterfelsen‘) ist ein Klippenfelsen im Archipel der Südlichen Shetlandinseln. Er ist der größte derjenigen Felsen, die nördlich des North Foreland liegen, des Nordostkaps von King George Island.
Wissenschaftler der britischen Discovery Investigations kartierten und benannten ihn 1937. Namensgebend ist eine Höhlung, die den Felsen komplett durchzieht.